# Engure
Engure è un comune della Lettonia di 8.058 abitanti. Il centro capoluogo è Smārde.

## Geografia antropica

### Suddivisioni amministrative
Il comune è formato dalle seguenti unità amministrative:
- Engure
- Lapmežciems
- Smārde (sede comunale, 684 abitanti nel 2005)